# 蛯名信広
蛯名 信廣（えびな のぶひろ、1952年10月30日 - 2009年4月3日）は、騎手（日本中央競馬会）、調教師（日本中央競馬会）。千葉県出身。JRA調教師で元騎手の蛯名正義は遠縁にあたる（正義の祖父の甥が信広）。

## 経歴
1968年3月に中山競馬場・成宮明光厩舎所属の騎手候補生となり、1974年3月に中央競馬の騎手としてデビューした（成宮厩舎所属）。1975年から3年間、兄弟子の蛯沢誠治が運転免許不正取得事件に連座（書類送検の上で起訴猶予。逮捕には至らず）して騎乗停止処分を受けた際には、成宮厩舎の主戦騎手を務めていた。
1975年の毎日王冠では病気の高橋司に代わって「白い逃亡者」の異名をとるホワイトフォンテンに騎乗し、7番人気で逃げ切り重賞初制覇。
1977年12月、成宮厩舎を離れフリーの騎手となるが、1978年3月には中山競馬場・久保田金造厩舎の所属騎手となる。以降の重賞3勝は、全て久保田厩舎の管理馬で挙げたものである。
1985年3月、久保田厩舎を離れ再びフリーの騎手となる。
1993年2月に調教師試験に合格したことにより、騎手を引退して調教師に転身した。騎手時代の通算成績は284勝（うち重賞6勝）。翌1994年3月に美浦トレーニングセンターに厩舎を開業。
1999年には管理馬のタイキヘラクレスが統一GIのダービーグランプリを優勝した。
2009年4月3日、美浦トレセン内の北馬場にある角馬場で管理する3歳牡馬の障害練習に立ち会い、地面に置いた丸太をまたがせる初期調教を行っていたところ、馬の後ろ側に回って動くように促し引き綱で叩いた際、馬が暴れて後ずさりし、後肢で胸部を蹴られ死亡した。56歳没。死因は右胸部打撲による心肺停止。調教師が馬に蹴られる事故で死亡したのは中央競馬では初のケースだった。
死去に伴い、4月4日付けで鹿戸雄一調教師（久保田厩舎所属時代の後輩にあたる）に臨時貸付けを行い、管理馬全頭は鹿戸厩舎へ転厩した。

## 成績

### 騎手時代
通算3486戦284勝（重賞6勝）
重賞優勝
- 毎日王冠（1975年、騎乗馬ホワイトフォンテン）
- アラブ大賞典（秋）（1976年、騎乗馬アイノハヤテ）
- 目黒記念（秋）（1977年、騎乗馬ブルーハンサム）
- 札幌記念（1978年、騎乗馬タイホウヒーロー）
- ニュージーランドトロフィー4歳ステークス（1984年、騎乗馬ニッポースワロー）
- 七夕賞（1984年、騎乗馬ホクトキンパイ）

その他の主な騎乗馬
- フジビゼン（1976年3歳牝馬ステークス優勝、優駿賞最優秀3歳牝馬）
- ニッポーテイオー（1986年京成杯2着、ラジオたんぱ賞2着）

### 調教師時代
通算2573戦153勝（重賞2勝）
重賞優勝
- タイキヘラクレス（1999年ダービーグランプリ・名古屋優駿）